# La Fiancée de Pompéi
La Fiancée de Pompéi est un roman historique d’Annie Jay, publié le 14 août 2013. Comme L'Esclave de Pompéi, publié en 2004, il se déroule dans les jours précédant et suivant l’éruption du Vésuve en 79 après Jésus-Christ.

## Résumé
Pompéi, août 79 après Jésus-Christ. Lollia Tertullia, la troisième fille du patricien Valerius Lollius Venustus, apprend par son esclave Mustella que ses parents ont décidé de la marier à un certain Kaeso Lentulus Calvus, un patricien de Rome, dont l’oncle et tuteur est Quintus Appius, le propriétaire d’une école de gladiateur.
Ses deux sœurs aînées étant mariées et malheureuses, Lollia décide de tout faire pour échapper à ce mariage : avec sa servante Mustella, elle décide de mener une enquête sur son fiancé, en espérant découvrir quelque chose de compromettant sur celui-ci, ce qui obligerait ses parents à changer d’avis.
Elle ignore que Kaeso et son frère cadet Manius sont en froid avec leur oncle, depuis qu’ils ont refusé de s’associer avec lui, et que Kaeso aime en secret Sylvia, une simple plébéienne que convoite un affranchi de Quintus Appius, le marchand d’animaux Serto.

## Personnages
Lollia Tertullia, une jeune patricienne, la troisième et dernière fille de Valerius Lollius Venustus.
Mustella, l’esclave et la confidente de Lollia. Elle vient d’un élevage d’esclaves. Sa mère est une « Grecque de haute taille » et son père « un Nubien d’une beauté remarquable ». Elle a quatre frères aînés.
Valerius Lollius Venustus, le père de Lollia, un riche patricien qui rêve de devenir édile.
Octavia, la mère Lollia, une patricienne. Elle soutient son mari dans toutes ses entreprises.
Zenon, le pédagogue de Lollia. D’origine grecque, il méprise les Romains et leurs divertissements cruels, qu’il qualifie de « barbares ».
Kaeso Lentulus Calvus, un jeune patricien venu de Rome, orphelin. Il rêve de devenir un poète digne de Virgile.
Manius Lentulus Calvus, son frère cadet.
Quintus Appius, patrician, l’oncle de Kaeso et de Manius. Il est aussi lanista et aurait voulu que ses neveux s’associent avec lui.
Fortunatus, Ursus, Aquila et Vindex, les meilleurs gladiateurs de Quintus Appius.
Sertor, l’affranchi préféré d’Appius. Il est devenu marchand d’animaux.
Burrus, l’un des esclaves de Sertor, ancien gladiateur.
Nicias, un esclave de Sertor. Il est médecin et s’occupe des animaux de son maître.
Sylvia, une jeune plébéienne, dont Kaeso est amoureux, elle est convoitée par Sertor. Quintus Appius la juge indigne de son neveu.
Sylvius, le père de Sylvia, un plébéien, fabricant de garum.
Pandion, un esclave public de Pompéi, et le cousin de Mustella.